# آیرونکلاد توردنسکیولد
آیرونکلاد توردنسکیولد (به انگلیسی: Danish ironclad Tordenskjold) یک کشتی است که طول آن ۶۷٫۷۹ متر (۲۲۲ فوت ۵ اینچ) می‌باشد. این کشتی در سال ۱۸۸۰ ساخته شد.